# Колдычево (лагерь смерти)
Лагерь смерти Колдычево — нацистский концентрационный лагерь и лагерь смерти для массового уничтожения людей, преимущественно евреев времён Великой Отечественной войны. Назван по названию деревни Колдычево в которой был расположен, в 16 километрах к северу от Барановичей (ныне Белоруссия). Около 22 000 человек, в основном евреи, были убиты в лагере между 1942 и 1944 годами. Охраняли лагерь полицаи из числа местных жителей — белорусов и русских — под командованием Стефанюка и его заместителей — Николая Калька и Сергея Бобка. Сотни людей сгорели заживо. В гетто действовало сопротивление.

## История
Концентрационный лагерь «Колдычево» был создан в начале лета 1942 года, примерно в 18 км от Барановичей, в деревне Колдычево, на дороге в Новогрудок, в оккупированной немцами Западной Белоруссии. Один из бывших узников описал это как «печальную коллекцию бетонных зданий и переработанных сельскохозяйственных угодий, с полуразрушенными амбарами, киосками для животных и навесами для инструментов […], разделёнными бесконечным забором из колючей проволоки, чтобы создать временную тюрьму».
Лагерь использовался для заключения евреев из Городищ, Дятлова, Новогрудка, Столбцов и Барановичей, а также советских военнопленных, польских и белорусских партизан. Евреев поселили в бывшей конюшне, они существовали в отвратительных условиях и были вынуждены выполнять чрезвычайно тяжёлую работу. С 1 сентября 1942 года еврейским врачом в лагере был доктор Зелиг Левинбок, которых после своей смерти оставил мемуары. Одним из заключённых был молодой раввин из Слонима по имени Шломо Давид Вайнберг. Заключённые лагеря как могли старались ему посодействовать в соблюдении традиций, насколько это вообще было возможно в ужасных условиях, а 24 ноября 1942 года он был расстрелян. Около 600 евреев, поляков и белорусов были заживо сожжены в крематории Колдычево в 1942 году. Немногие заключённые пережили суровые условия лагеря.
31 января 1943 внутри лагеря сделали погром, после которого выжили всего 93 еврея. После этого ремесленник Ромек Фридман и обувщик Шломо Кушнир спланировали побег. Им удалось раздобыть два пистолета. 22 марта 1944 года они смогли отравить сторожевых собак, просверлили отверстие в стене своих казарм, прорезали электрический забор вокруг лагеря и сбежали в безлунную ночь. Двадцать четыре заключённых были пойманы, включая Кушнира, который покончил жизнь самоубийством. Многие из остальных присоединились к Бельским партизанам в лесу Налибоки.
В ночь с 29 на 30 июня 1944 года, когда советские войска приближались к Колдычево в ходе операции «Багратион», лагерь был ликвидирован. 2000 оставшихся заключённых были уничтожены посредством расстрела в яме под насыпью. Ещё 300 были эвакуированы в Германию.
В 1992 году Сергис Хутырчик, охранник, который иммигрировал в Соединённые Штаты в 1954 году (и в США тоже работал охранником), был идентифицирован как охранник из лагеря в Колдычево, обвиняемый в том, что он лгал о своей деятельности в военное время и лишился своего гражданства в США. Он был известен как «чёрный командир». Он умер в 1993 году, пытаясь опротестовать свою денатурализацию.
В 1964 году на месте расположения лагеря установлен памятник.
На месте братских захоронений фигура женщины с надписью: «В этом месте и в окрестностях захоронено 22 тысячи советских патриотов, убитых немецко-фашистскими мародерами в 1942—1944 годах».
Благодаря усилиям минчанина Юзефа Личуты, семеро родственников которого погибли в лагере, приказом № 364 от 21 декабря 2005 года Колдычевскому лагерю был присвоен статус мемориала. В 2006 году Барановичский райисполком дал разрешение Союзу поляков Беларуси на проектирование памятника по проекту Вацлава Мательского. 3 июля 2007 года у дороги на Барановичи был открыт памятник с надписью на белорусском языке: «Стой! Прохожий! В этом месте в годы Великой Отечественной войны располагался Колдычевский лагерь смерти. 22 000 миролюбивых людей погибли от рук нацистских палачей».